# Iglesia ortodoxa ucraniana

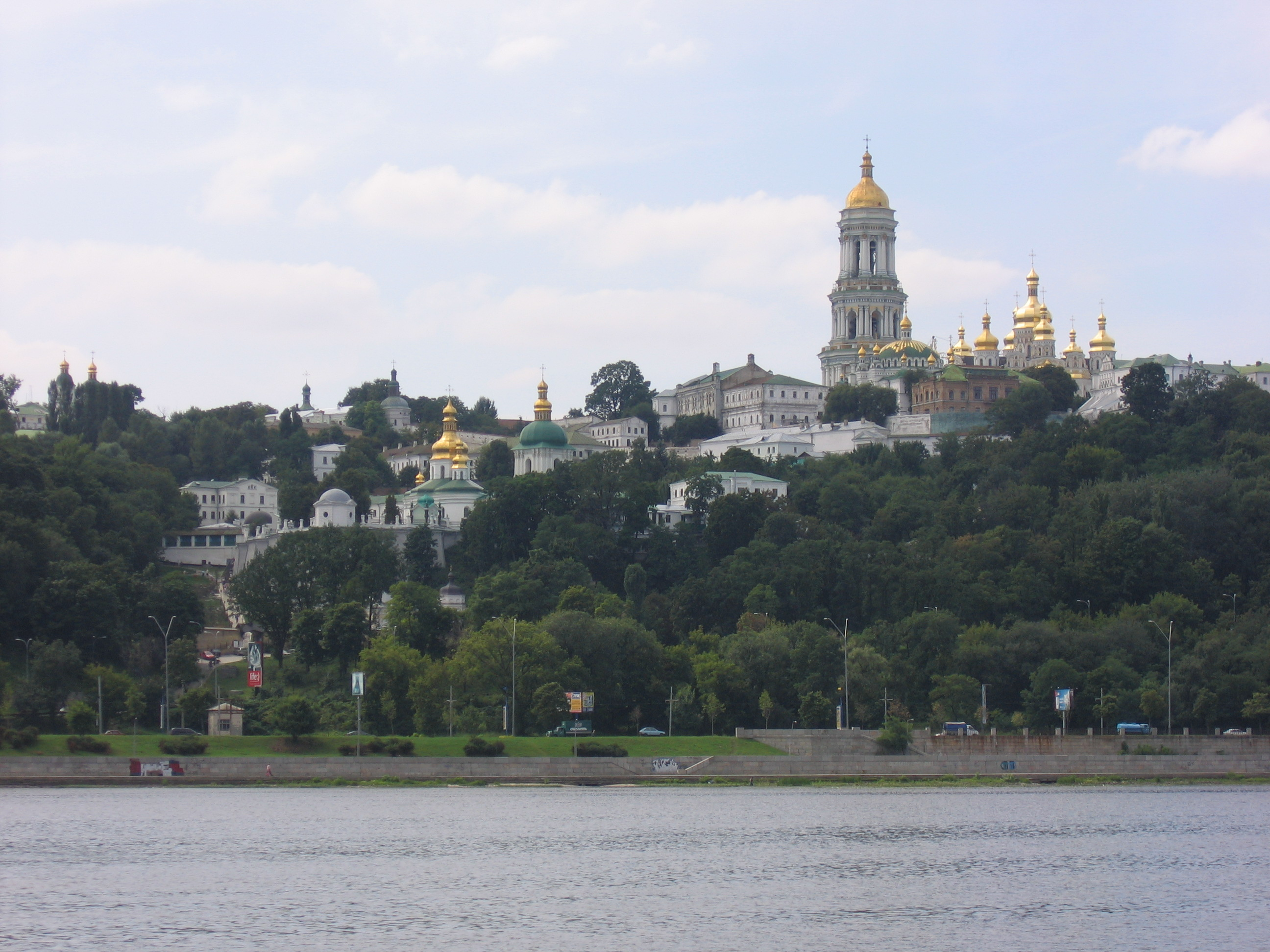
El Monasterio de las Cuevas de Kiev.

La Iglesia ortodoxa ucraniana del Patriarcado de Moscú (en ucraniano Українська Православна Церква; en ruso Украинская Православная Церковь) es una Iglesia, cuya cabeza es el Metropolita Onufriy (Berezovsky). Era la más numerosa de todas las Iglesias ortodoxas ucranianas, con 7.541 parroquias. Su sede principal se encuentra en el Monasterio de las Cuevas de Kiev (Pecherska Lavra).Su autonomía no es reconocida universalmente. Reúne al 17.4% de los ucranianos, rusos étnicos y ucranianos rusófonos.
En desacuerdo con el apoyo explícito del Patriarcado de Moscú a la invasión rusa de Ucrania de 2022, varias parroquias de la Iglesia  ortodoxa ucraniana decidieron pasar bajo la jurisdicción de la Iglesia ortodoxa de Ucrania. Al mismo tiempo, algunas eparquías del Patriarcado de Moscú localizadas en otros países se cambiaron bajo la jurisdicción del Patriarcado ecuménico de Constantinopla.

## Reconocimiento por el Patriarcado Ecuménico de dos Iglesias ortodoxas ucranianas y establecimiento de una unificada autocéfala Iglesia ortodoxa de Ucrania
El 11 de octubre de 2018, el Santo Sínodo del Patriarcado Ecuménico de Constantinopla ha aprobado conceder la autocefalía a la Iglesia ortodoxa de Ucrania unificada, así como reinstituir canónicamente en sus jerárquicos o sacerdotales rangos a Filaret (Denysenko) y a Makari (Malétych), el Patriarca de la Iglesia ortodoxa ucraniana del Patriarcado de Kiev y el Metropolita de Kiev y toda Ucrania de la Iglesia ortodoxa autocéfala ucraniana, respectivamente, así como a los sacerdotes ordenados por ellos.
El 12 de octubre, el Patriarcado de Kiev ha llamado a los obispos de las iglesias ortodoxas de Ucrania proceder a la preparación del Sínodo Extraordinario de Unificación con el fin de lograr la unidad eclesial en el país así como elegir al cabeza de la unificada Iglesia ortodoxa de Ucrania. El Ecuménico Patriarcado de Constantinopla hará entrega del Tomos de autocefalía al Patriarca elegido en dicho Sínodo.
El 5 de enero de 2019, en la Catedral patriarcal de San Jorge en Estambul el Patriarca Ecuménico de Constantinopla Bartolomé I rubricó el Tomos de autocefalía de la Iglesia ortodoxa de Ucrania (unificada autocéfala) en presencia del Metropolita de Kiev y toda Ucrania Epifanio (Yepifany) y el presidente de Ucrania Petró Poroshenko. El 6 de enero, Bartolomé I hizo entrega del Tomos a Epifanio durante la liturgia, concelebrada por ambos en la Catedral de San Jorge en vísperas de la Navidad ortodoxa (véase concesión de autocefalía a la Iglesia ortodoxa de Ucrania).
En enero de 2019, en una investigación llevada a cabo conjuntamente por tres centros de estudios sociológicos de Ucrania, el 70,7 % de los 11 000 encuestados se declaraba cristiano ortodoxo. El 43,9 % de estos dijo ser feligrés de la unificada Iglesia ortodoxa de Ucrania, el 38,4 % afirmó ser simplemente ortodoxo y el 15,2 % era seguidor de la Iglesia ortodoxa ucraniana del Patriarcado de Moscú.

## Iglesias ortodoxas ucranianas en diáspora reconocidas por el Patriarcado Ecuménico
Las siguientes jurisdicciones corresponden al Patriarcado Ecuménico de Constantinopla:
- Iglesia ortodoxa ucraniana en Canadá
- Iglesia ortodoxa ucraniana en Estados Unidos de América
- Iglesia ortodoxa ucraniana en América del Sur